# Chute Horsetail
Ne doit pas être confondu avec Chutes Horsetail.
La chute Horsetail, en anglais Horsetail Fall, située dans le Yosemite National Park, est une chute d'eau saisonnière qui s'écoule en hiver et au début du printemps, à l'est d'El Capitan. Lorsque la chute Horsetail s'écoule en février dans des conditions météorologiques particulières, le Soleil couchant illumine la chute d'eau avec des éclats orange et rouges.